# ماري فير بيركس
ماري فير بيركس (بالإنجليزية: Mary Fair Burks)‏ هي ناقدة أدبية أمريكية، ولدت في 31 يوليو 1914 في مونتغومري في الولايات المتحدة، وتوفيت في 21 يوليو 1991 في سالزبوري في الولايات المتحدة.